# Cerne Abbas

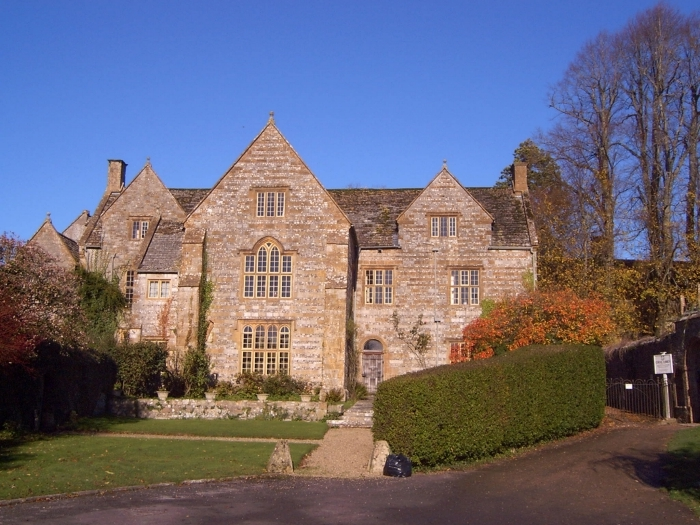
L'Abbazia di Cerne (X secolo)

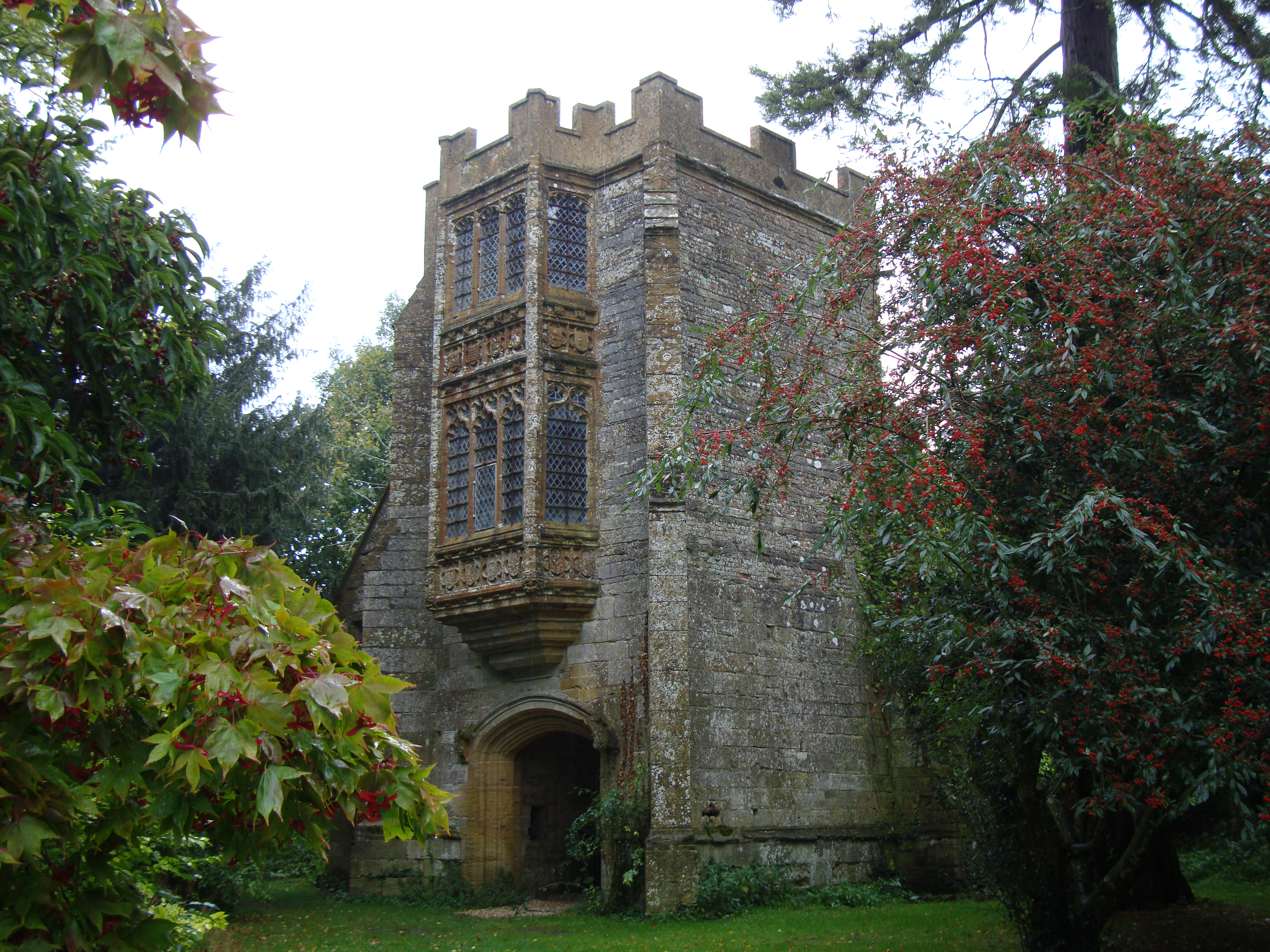
Particolare dell'Abbazia di Cerne

Cerne Abbas è un villaggio di poco più di 700 abitanti della contea inglese del Dorset (Inghilterra sud-occidentale), situato lungo il corso del fiume Cerne ed appartenente al distretto del West Dorset, di cui costituisce una parrocchia civile.
La località, votata nel 2008 come il villaggio più amato della Gran Bretagna, è famosa per la figura nota come "Gigante di Cerne Abbas", la cui attribuzione temporale è dibattuta.

## Geografia fisica

### Collocazione
Il villaggio di Cerne Abbas si trova a circa 13 km a nord di Dorchester e a circa 45 km a sud-ovest di Shaftesbury.

## Etimologia
Il toponimo Cerne Abbas è formato dal termine Cerne, che viene fatto risalire al nome della divinità celtica Cernunos, e al termine Abbas, riconducibile all'inglese abbey, ovvero abbazia, che fa riferimento all'abbazia ivi fondata nel 987.

## Storia
La fondazione del villaggio di Cerne Abbas risale probabilmente al 987, quando alcuni monaci costruirono un'abbazia lungo il corso del fiume Cerne.
La piazza di mercato è attestata a partire dal XIII secolo. Allo stesso periodo risale anche la Chiesa di Santa Maria.
A partire dal XV secolo, iniziarono a svolgersi delle fiere.

## Edifici e luoghi d'interesse

### Il Gigante di Cerne Abbas
Nelle colline che sovrastano il villaggio, è visibile il cosiddetto "Gigante di Cerne Abbas" (in lingua inglese: Cerne Abbas Giant o semplicemente Cerne Giant o anche Rude Man): si tratta di una figura incisa nel gesso dell'altezza di ben 54-55 metri, che rappresenta una figura umana e risalente con ogni probabilità all'epoca preistorica.

Raffigurata con una clava nella mano destra ed un fallo enorme, è forse collegata a dei culti della fertilità.
La figura è menzionata per la prima volta nel 1751, in una lettera dello storico locale John Hutchins.
|  |

Nel 2007, fu disegnata, accanto al Gigante di Cerne Abbas una figura similare, raffigurante Homer Simpson, protagonista della serie televisiva I Simpson, con lo scopo di promuovere un film ispirato alla serie (I Simpson - Il film) (v. immagine qui sotto).
|  |

### Altri luoghi d'interesse
Un altro luogo d'interesse è l'Abbazia di Cerne, risalente al 937-938 e nucleo originario del comune.

## Ulteriori immagini

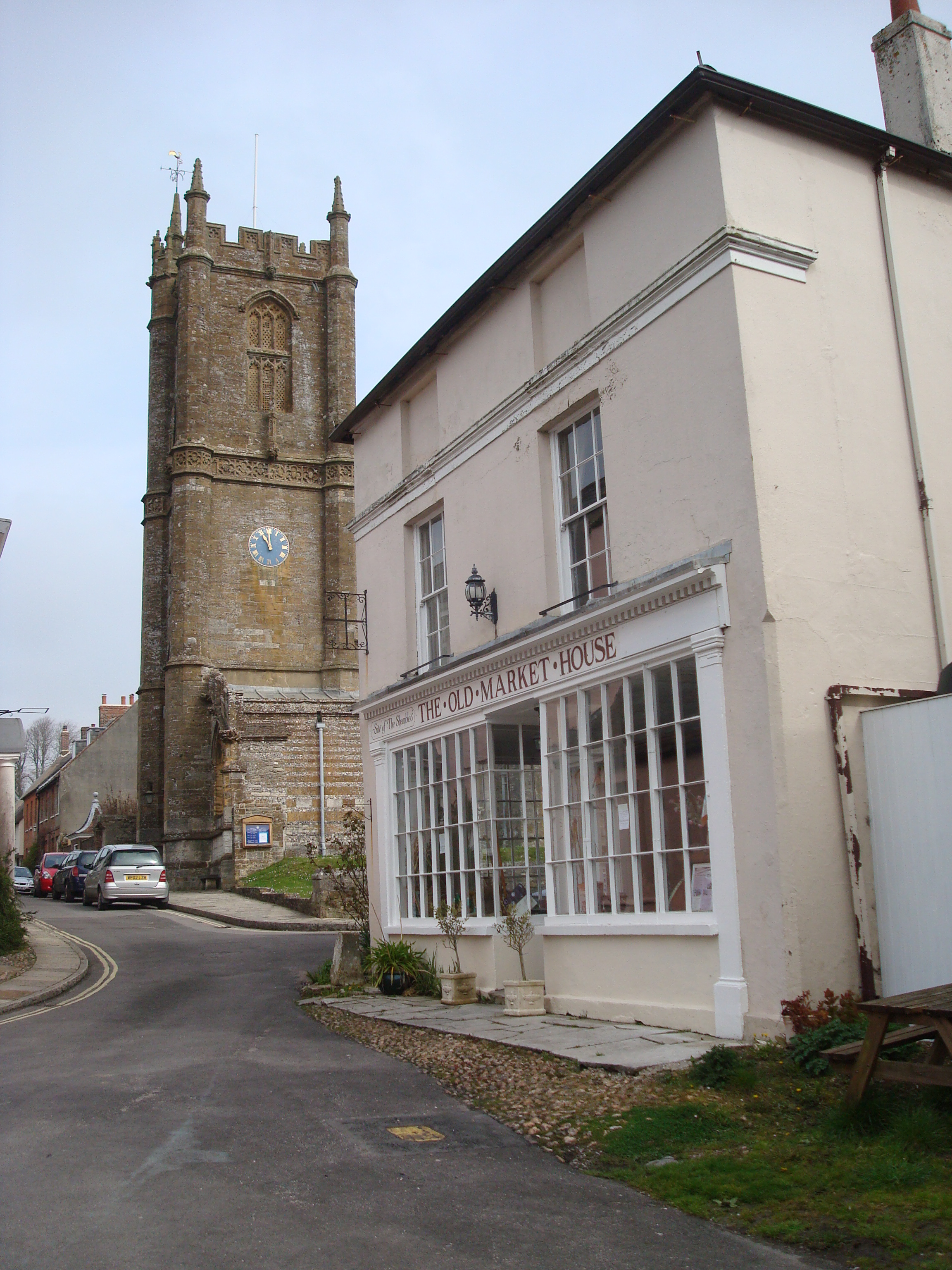
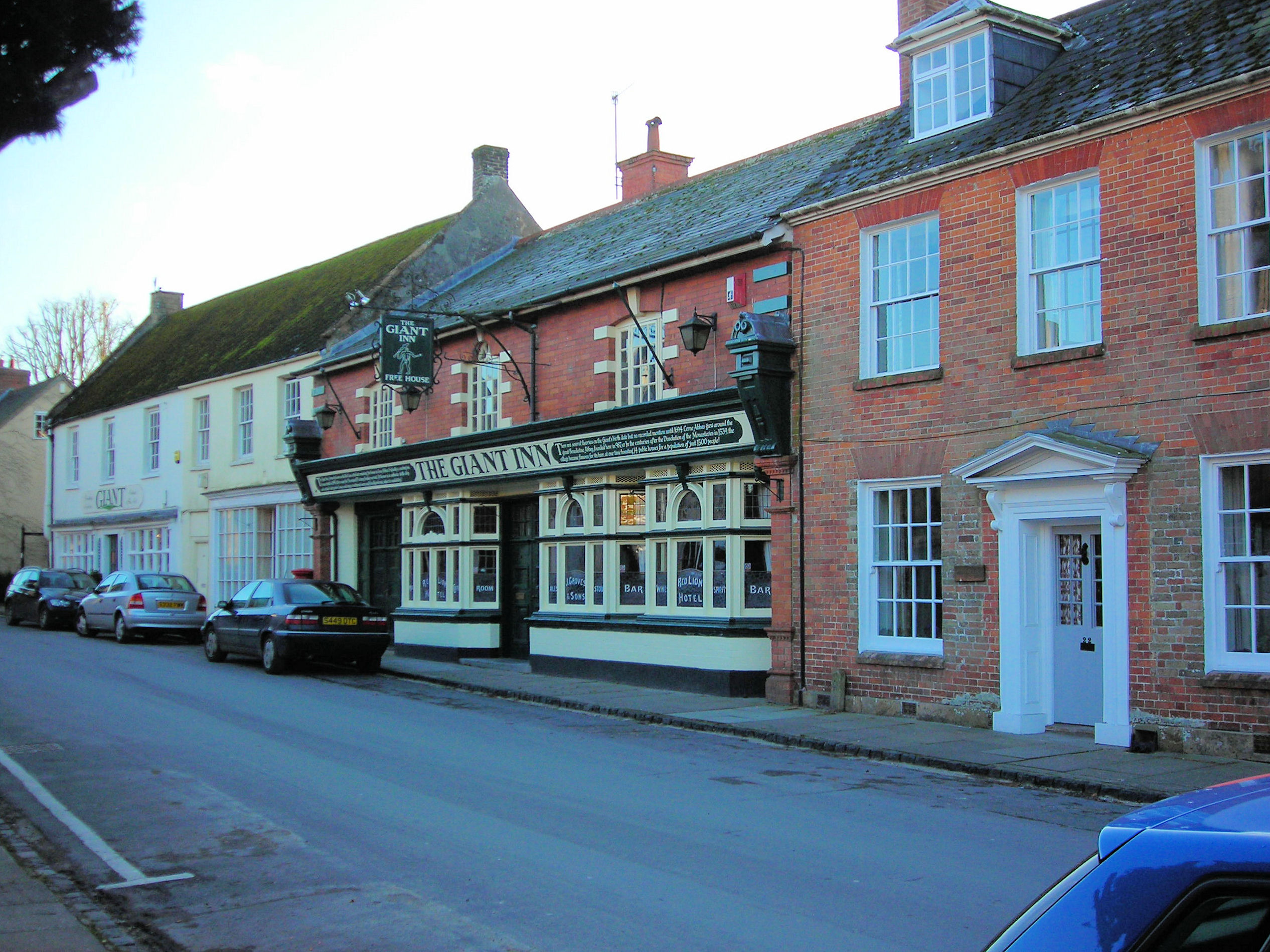
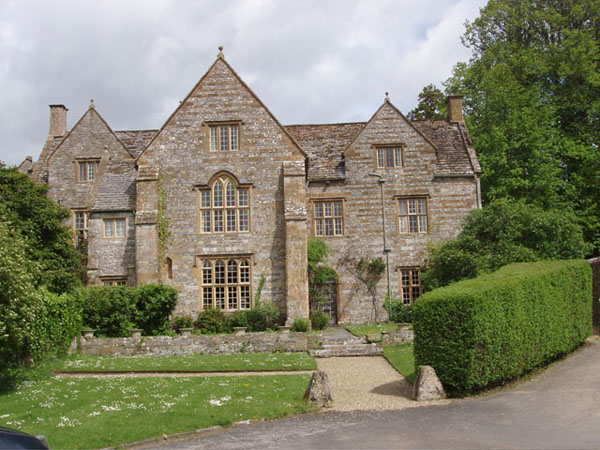